# Neonbabies
Neonbabies war eine deutsche Pop/New-Wave-Formation der frühen 1980er Jahre. Sie gehörte zu den einflussreichen Bands der West-Berliner NDW-Szene.

## Geschichte
Die Band Neonbabies kam Anfang 1979 in Berlin zusammen. Zu ihren Gründungsmitgliedern gehörten die Schwestern Inga Humpe (* 1956), genannt „DiLemma“, und Annette Humpe (* 1950), genannt „Anita Spinetti“.
Den ersten Auftritt hatte die Gruppe im Frühjahr 1979 im Gasthaus an der Havel. Später konnten sie im senatseigenen Beat-Studio mit Nikolaus Polak (Gitarre), Conny Homeyer (Bass), Toni Nissl (Schlagzeug) und Reinhard Meermann (Saxophon) erste Aufnahmen vornehmen. Die EP erschien Anfang 1980 unter anderem mit einer ersten Fassung des späteren Ideal-Hits Blaue Augen. Im Herbst 1980 wurde ihre zweite EP Die Krönung veröffentlicht. Sie hatte eine Auflage von 1000 Stück und war bereits nach wenigen Tagen vergriffen. Die Neonbabies waren nun ein fester Bestandteil der Berliner Musikszene.
Anfang 1980 gründete Annette Humpe die Band Ideal und wurde durch die Sängerin Petra Mikolajczuk („Miko“) ersetzt. Sie war aber nur auf dem 1981 erschienenen Debütalbum Neonbabies zu hören. Die Platte wurde auf dem Berliner Independent-Label Good Noise Records veröffentlicht. Sie verkaufte sich, trotz alternativer Vertriebswege, rund 20.000 Mal. 1982 produzierte Dave Hutchins im Conny-Plank-Studio die zweite LP Harmlos, die bei Ariola veröffentlicht wurde. Es folgte im Frühsommer 1982 eine Tour durch Deutschland. Sie spielten dabei auch im Rahmen des niederländischen Festivals Berlin–Amsterdam und gaben ihr erstes Live-Fernsehkonzert. Im August traten die Neonbabies bei einem Konzert in der Berliner Waldbühne auf, das ebenfalls im Dritten Programm der ARD übertragen wurde.
Nach dem Ausstieg von Nikolaus Polak, der durch Toni Kambiz ersetzt wurde, konnte die Gruppe im Herbst 1982 Drafi Deutscher als Produzenten für ihre Single Ich bin ein Mann gewinnen. Der Verkauf blieb allerdings weit hinter den Erwartungen zurück. Kurze Zeit nach der Veröffentlichung des dritten Albums 1983, das unter der Regie von Gareth Jones in den Berliner Hansa-Studios aufgenommen worden und ebenfalls bei Ariola war, brach die Gruppe auseinander: Conny Homeyer verließ die Band und Inga Humpe wirkte bei dem von ihrer Schwester produzierten Projekt DÖF mit. Mit Eiskalte Engel erschien im Oktober 1983 noch eine letzte Single. Sie war ein Remix des Titels Engel aus dem Album 1983 und galt als Abschiedsgeschenk für ihre Fans.

## Diskografie

### Alben
- 1981: Neonbabies (Good Noise)
- 1982: Harmlos (Ariola)
- 1983: 1983 (Ariola)

### Singles
- 1980: I Don’t Want to Lose You
- 1980: Nervös
- 1982: Alibi (Ariola)
- 1982: Ich bin ein Mann (Ariola)
- 1983: Horizont ohne Ende (Ariola)
- 1983: Eiskalte Engel (Ariola)